# Sarah Dumont
Sarah Dumont (San Diego, 10 aprile 1990) è un'attrice e modella statunitense, conosciuta per aver interpretato il ruolo di protagonista femminile nel film Manuale scout per l'apocalisse zombie. È anche apparsa nel film Don Jon e la serie The Royals.

## Carriera
Dumont è nata a San Diego, in California, e dopo aver lasciato la scuola superiore ha iniziato la sua carriera come modella.
Nel 2009 è apparsa nella serie Melrose Place.
Nel 2013, Dumont ha svolto il ruolo di Sequins nel film commedia romantica Don Jon con Joseph Gordon-Levitt.
È anche apparsa nella serie Agents of S.H.I.E.L.D..
Nel 2014, Dumont ha svolto il ruolo principale nel film Acid Girls, e poi è apparsa in Dads, The Rebels, Giustizieri da strapazzo - Bad Asses, Tbilisi, I Love You, Mixology, Oh, Pretty Things!, I miei peggiori amici, Playing It Cool e The League.
Nel 2015, Dumont ha svolto il ruolo principale di Denise Russo nel film horror commedia Manuale scout per l'apocalisse zombie insieme a Tye Sheridan, Logan Miller, Joey Morgan, e David Koechner. Il film è stato diretto da Christopher B. Landon, che ha pubblicato il 30 ottobre, 2015 Paramount Pictures. È anche apparsa nella serie The Royals.

## Filmografia

### Cinema
- Don Jon, regia di Joseph Gordon-Levitt (2013)
- Giustizieri da strapazzo - Bad Asses (Bad Asses), regia di Craig Moss (2014)
- Tbilisi, I Love You, regia di Nick Agiashvili, Irakli Chkhikvadze, Levan Glonti, Alexander Kviria, Tako Shavgulidze, Kote Takaishvili e Levan Tutberidze (2014)
- Playing It Cool, regia di Justin Reardon (2014)
- Acid Girls, regia di Taylor Cohen (2014)
- Manuale scout per l'apocalisse zombie (Scouts Guide to the Zombie Apocalypse), regia di Christopher B. Landon (2015)
- Rise, regia di David Karlak (2015) (cortometraggio)
- Serpent, regia di Amanda Evans (2017)
- L'ultima discesa (6 Below: Miracle on the Mountain), regia di Scott Waugh (2017)

### Televisione
- Melrose Place – serie TV, episodio 1x01 (2009)
- CSI - Scena del crimine (CSI: Crime Scene Investigation) – serie TV, episodio 12x14 (2012)
- Agents of S.H.I.E.L.D. – serie TV, episodio 1x01 (2013)
- Dads – serie TV, episodi 1x12-1x13 (2014)
- The Rebels – serie TV, episodio 1x01 (2014)
- Mixology – serie TV, episodio 1x02 (2014)
- Oh, You Pretty Things! – serie TV, 9 episodi (2014)
- I miei peggiori amici (Friends with Better Lives) – serie TV, episodio 1x07 (2014)
- The League – serie TV, episodio 6x12 (2014)
- The Royals – serie TV, 4 episodi (2015)
- Superstore – serie TV, episodio 2x01 (2016)
- Workaholics – serie TV, episodio 7x10 (2017)

## Doppiatrici italiane
Nelle versioni in italiano delle opere in cui ha recitato, Sarah Dumont è stata doppiata da:
- Chiara Gioncardi in The Royals
- Laura Amadei in L'ultima discesa
- Emanuela Damasio in Hawaii Five-0